# Goulnara Samitova-Galkina
Pour les articles homonymes, voir Galkina.
 (octobre 2024).
Si vous disposez d'ouvrages ou d'articles de référence ou si vous connaissez des sites web de qualité traitant du thème abordé ici, merci de compléter l'article en donnant les références utiles à sa vérifiabilité et en les liant à la section « Notes et références ».
Goulnara Iskanderovna Samitova-Galkina, née le 9 juillet 1978 à Naberejnye Tchelny, est une athlète russe spécialiste du 3 000 mètres steeple.

## Biographie

### Apparition sur la scène internationale
Goulnara Samitova fit sa première apparition sur la scène internationale en 2003 avec sa victoire au 3000 m steeple en Coupe d'Europe à Florence. Quelques semaines plus tard lors des Championnats de Russie elle bat le  record du monde du 3 000 m steeple en 9:08.33. Record qu'en juillet 2004 elle améliore à nouveau de sept secondes en 9:01.59. Toutefois, le steeple féminin n'étant pas au programme olympique pour Athènes en 2004, Samitova dû concourir sur 1500 m et 5000 m.

### La saison 2004 et la déception olympique
En 2004, elle termine troisième du 1500 m aux Championnats du monde d'athlétisme en salle de Budapest mais cela reste son seul succès significatif à cette distance. Elle opte pour le 5000 m pour défendre ses chances aux Jeux olympiques d'Athènes. Durant ces Jeux, elle court en 15:02.30 et termine sixième. L'entraîneur de Samitova, Minulla Chinkin, a déclaré à ce sujet : « Pas si mal pour un début, mais elle était prête à courir beaucoup plus vite ». « Je pense que je me suis surentraînée avant Athènes », a déclaré Samitova. « Jusqu'au dernier moment, j'ai espéré concourir dans deux distances le 1500 et le 5000 qui ont besoin de formations complètement différentes. Ce fut une bonne leçon pour moi de fixer des objectifs clairs et ne pas gaspiller mon énergie. Nous avons un bon dicton à ce sujet : si vous essayez d'attraper deux lièvres à la fois, vous reviendrez bredouille ».

### Pause de deux ans
Après Athènes Samitova disparaît des pistes pour revenir en 2006 sous le nom Samitova-Galkina et en mettant l'accent uniquement sur le steeple-chase sous la houlette de son nouvel entraîneur Tatyana Senchenko. Le mari de Goulnara est un ancien coureur international de 400 m, Anton Galkin. Ils se sont mariés en 2004, immédiatement après les Jeux olympiques. « Ce fut très difficile pour nous deux après Athènes », dit-elle. « J'étais complètement épuisé physiquement et mentalement après toute cette pression de l'année olympique. Mon rêve était de profiter de ma vie de famille, d'être une épouse et une mère. Je voulais vraiment avoir des enfants. J'avais juste besoin d'un peu de repos et de changement dans ma vie. C'est pourquoi, pendant un an, je ne me suis pas entraînée du tout, et puis étape par étape je suis revenue à la piste ».

### Un retour gagnant: la consécration olympique
Samitova-Galkina fait son retour durant le Mémorial Znamensky en 2006 en courant en 9:14.37. Ce temps est une grande performance après une pause de deux ans. En 2007 Samitova-Galkina se choisit un nouvel entraîneur : Gennady Souvorov.
Les championnats du monde 2007 à Osaka sont une énorme déception pour Samitova-Galkina détentrice du record du monde et du meilleur temps de la saison, elle ne termine que septième, loin du podium. « Je pense que mon rythme au début était trop rapide pour la chaleur et l'humidité élevée et je n'ai pas réussi à le garder. Je suis ce genre de personne - je ne veux pas seulement gagner, je veux courir vite ! J'ai pris un risque et j'ai perdu, mais c'est comme ça que cela se passe dans la vie », déclare-t-elle. En 2008 Samitova-Galkina annonce qu'elle « veux être la première femme de l'histoire à courir en moins de 9 minutes ». À Pékin, Samitova-Galkina bat effectivement le record du monde en 8:58.81, devenant la première championne olympique en steeple et la première femme à briser la barrière des 9 minutes. Cependant, elle ne fait pas aussi bien dans le 5000 m, où elle termine douzième en 15:56.97. Après la victoire de Pékin Galkina-Samitova, elle continue sa saison en 3000 m steeple. Elle la termine avec une victoire en 9:21.73 lors de la finale mondiale d'athlétisme. En octobre, Galkina-Samitova remporte le championnat russe de Cross Country.

### Éloignement des pistes
Après une blessure qui l'éloigne des pistes en 2009 Galkina-Samitova découvre en 2010 qu'elle est enceinte. Le 24 juin 2010 Galkina-Samitova donne naissance à une fille appelée Alina. « C'était plus difficile que de gagner l'or olympique », sourit Galkina-Samitova. « Je ne me soucie pas de mes entraînements, de mon poids supplémentaire, je voulais juste être toujours avec mon Alina. Quand j'ai découvert que j'étais enceinte, j'ai immédiatement arrêté de courir. Mais j'aime marcher, et même le jour où j'ai été emmenée à l'hôpital de la maternité j'avais marché pendant quelques heures. »

### Une nouvelle rivale
Néanmoins en 2011 Goulnara réussi à remporter les championnats d'Europe par équipe, sa première grande compétition internationale après la naissance de l'enfant. Mais durant son absence Yuliya Zaripova est devenue la nouvelle étoile du steeple russe en remportant consécutivement l'or durant les championnats du monde et les championnats d'europe. « Yuliya est très forte, et il est intéressant de rivaliser avec elle » a commenté Galkina-Samitova. C'est en effet Zaripova qui lui ravi son titre lors des Jeux olympiques d'été de 2012 à Londres. Durant la course, Goulnara est contrainte à l'abandon.

## Dopage
Le 19 novembre 2015, Samitova-Galkina récupère la médaille de bronze des championnats du monde 2009 de Berlin à la suite de la disqualification de la vainqueur, l'Espagnole Marta Dominguez, pour dopage,.

## Palmarès
| Date | Compétition                       | Lieu      | Résultat | Épreuve     | Temps          |
| ---- | --------------------------------- | --------- | -------- | ----------- | -------------- |
| 2003 | Championnats du monde             | Paris     | 7e       | 5 000 m     | 14 min 54 s 38 |
| 2004 | Championnats du monde en salle    | Budapest  | 3e       | 1 500 m     | 4 min 08 s 26  |
| 2004 | Jeux olympiques                   | Athènes   | 6e       | 5 000 m     | 15 min 02 s 30 |
| 2007 | Championnats du monde             | Osaka     | 7e       | 3 000 m st. | 9 min 30 s 24  |
| 2008 | Coupe d'Europe                    | Annecy    | 1re      | 3 000 m st. | 9 min 35 s 32  |
| 2008 | Jeux olympiques                   | Pékin     | 1re      | 3 000 m st. | 8 min 58 s 81  |
| 2008 | Finale mondiale                   | Stuttgart | 1re      | 3 000 m st. | 9 min 21 s 73  |
| 2009 | Championnats du monde             | Berlin    | 3e       | 3 000 m st. | 9 min 11 s 09  |
| 2011 | Championnats d'Europe par équipes | Stockholm | 1re      | 3 000 m st. | 9 min 31 s 20  |
| 2012 | Jeux olympiques                   | Londres   | finale   | 3 000 m st. | DNF            |

## Records
| Épreuve         | Performance   | Lieu  | Date         |
| --------------- | ------------- | ----- | ------------ |
| 3 000 m steeple | 8 min 58 s 81 | Pékin | 17 août 2008 |